# 图卢泽特
图卢泽特（法語：Toulouzette，法語發音：[tuluzɛt]）是法国朗德省的一个市镇，属于达克斯区。

## 地理
图卢泽特（43°45'21"N, 0°41'10"W）面积11.26 平方千米，位于法国新阿基坦大区朗德省，该省份为法国西南部沿海省份，是法國本土面积第二大的省，北起吉倫特省，西临大西洋，南至大西洋比利牛斯省，东临热尔省，东北与洛特-加龍省接壤。
与图卢泽特接壤的市镇（或旧市镇、城区）包括：科纳、奥里耶、蒙托、内尔比、圣瑟韦、苏普罗斯。

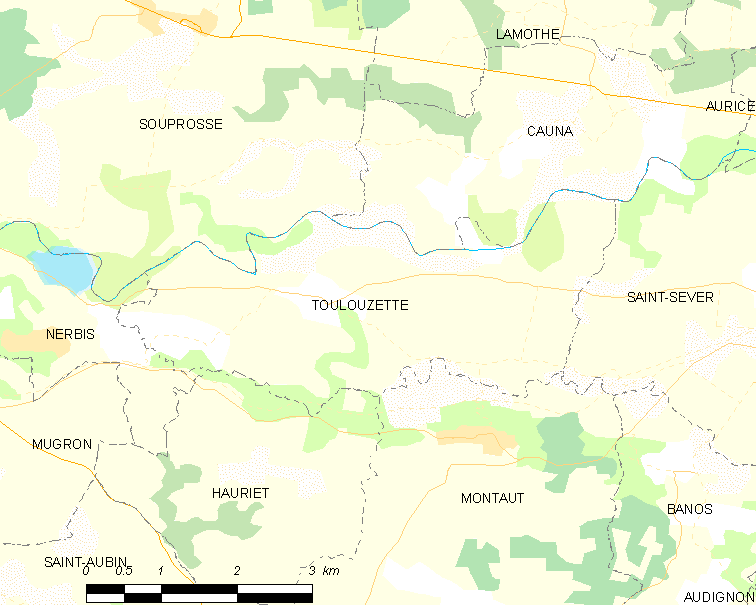
图卢泽特的OSM定位图

图卢泽特的时区为UTC+01:00、UTC+02:00（夏令时）。

## 行政
图卢泽特的邮政编码为40250，INSEE市镇编码为40318。

## 政治
图卢泽特所属的省级选区为沙洛斯山坡县。

## 人口

1962-2008年间图卢泽特人口变化图示

图卢泽特于2022年1月1日时的人口数量为309人。